# Domingos André Ribeiro Almeida
Domingos André Ribeiro Almeida (sinh ngày 30 tháng 5 năm 2000 ở Guimarães) là một cầu thủ bóng đá người Bồ Đào Nha thi đấu cho Vitória de Guimarães B, ở vị trí tiền vệ.

## Sự nghiệp bóng đá
Vào ngày 6 tháng 8 năm 2016, Almeida có màn ra mắt cho Vitória Guimarães B trong trận đấu tại LigaPro 2016–17 trước Santa Clara.